# Thuần huyết
Thuần huyết (tên gốc tiếng Anh: True Blood) là bộ phim viễn tưởng kinh dị Mỹ được sản xuất dưới tay của Alan Ball dựa trên bộ tiểu thuyết The Southern Vampire Mysteries  của Charlaine Harris.
Bộ phim xoay quanh nhân vật Sookie Stackhouse (Anna Paquin) - một cô bồi bàn có phép thuật sống tại thị trấn Bon Temps ở thời điểm hai năm sau khi loài người đã phát minh ra một loại máu tổng hợp cho phép ma cà rồng "ra khỏi quan tài" và sống trong lòng xã hội loài người. Ma cà rồng đang đẩu tranh cho quyền bình đẳng và sự đồng hóa, trong khi các tổ chức chống ma cà rồng đang dần nắm quyền lực. Thế giới của Sookie bị đảo lộn khi cô phải lòng Bill Compton (Stephen Moyer) - một con ma cà rồng 173 tuổi. Lần đầu tiên Sookie phải vượt qua nhiều thử thách, đau khổ, nỗi sợ khi gần gũi ma cà rồng và các mỗi quan hệ khác.

## Lịch chiếu phim
1. ↑  "Ball bringing new 'Blood' to HBO".